# Niederdorf (Gemeinde St. Veit an der Glan)
Niederdorf ist eine Ortschaft in der Gemeinde St. Veit an der Glan im Bezirk Sankt Veit an der Glan in Kärnten, in Österreich. Die Ortschaft hat 4 Einwohner (Stand 1. Jänner 2024). Sie liegt auf dem Gebiet der Katastralgemeinde Niederdorf.

## Lage
Die Ortschaft liegt im Glantaler Bergland im Süden des Bezirks Sankt Veit, südlich des Muraunbergs und östlich der Ortschaft Hörzendorf. Sie umfasst das Schloss Niederdorf und dessen Nebengebäude.

## Geschichte
Der Ort wird erstmals 1087 erwähnt.
In der Steuergemeinde Niederdorf liegend, gehörte der Ort in der ersten Hälfte des 19. Jahrhunderts zum Steuerbezirk Karlsberg. Bei Bildung der Ortsgemeinden im Zuge der Reformen nach der Revolution 1848/49 kam Niederdorf an die Gemeinde Hörzendorf (die zunächst unter dem Namen Gemeinde Karlsberg geführt wurde), 1972 an die Gemeinde Sankt Veit an der Glan.

## Schloss
Das Schloss ist ein hufeisenförmiger Bau aus der Mitte des 16. Jahrhunderts.

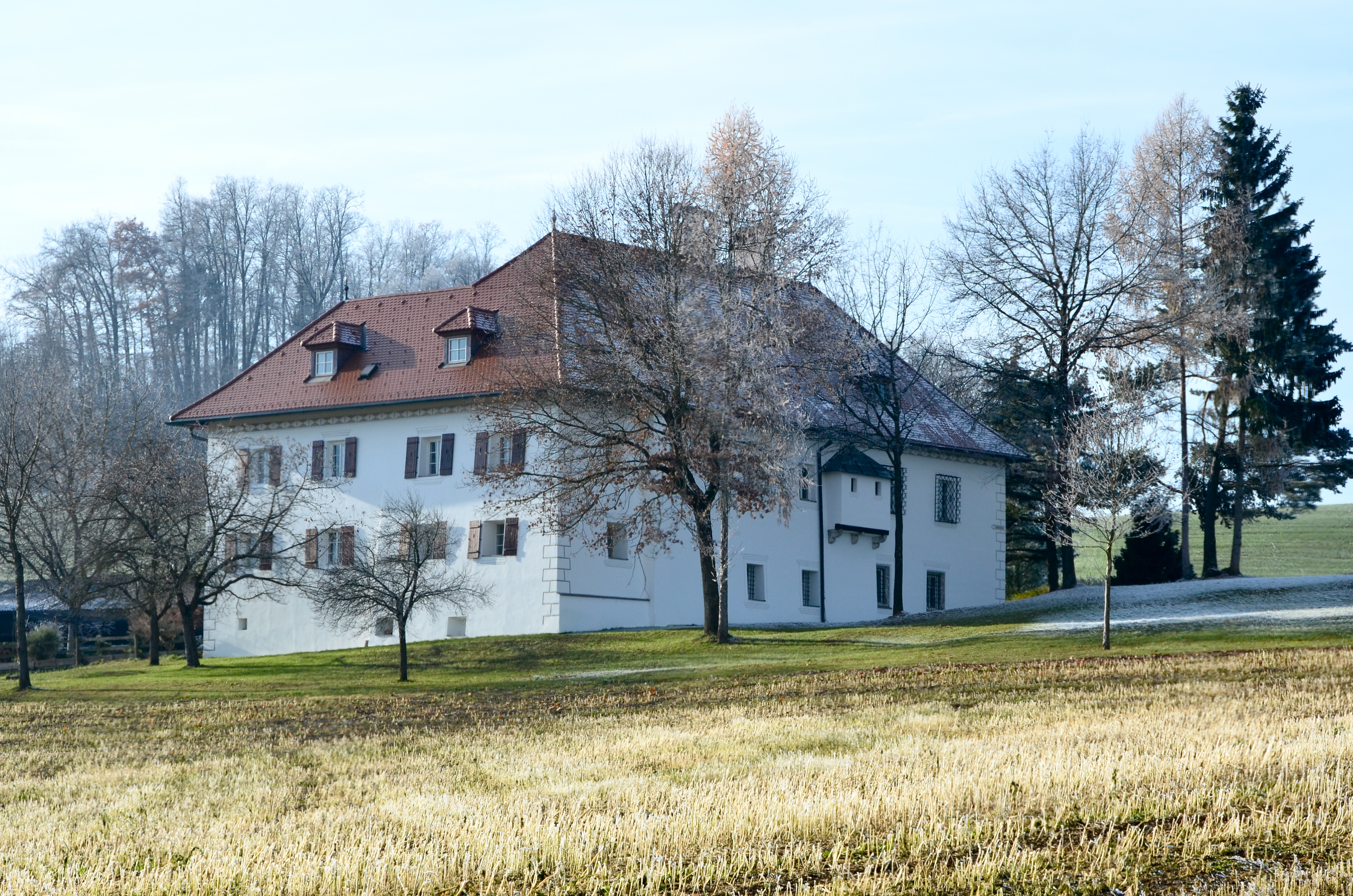
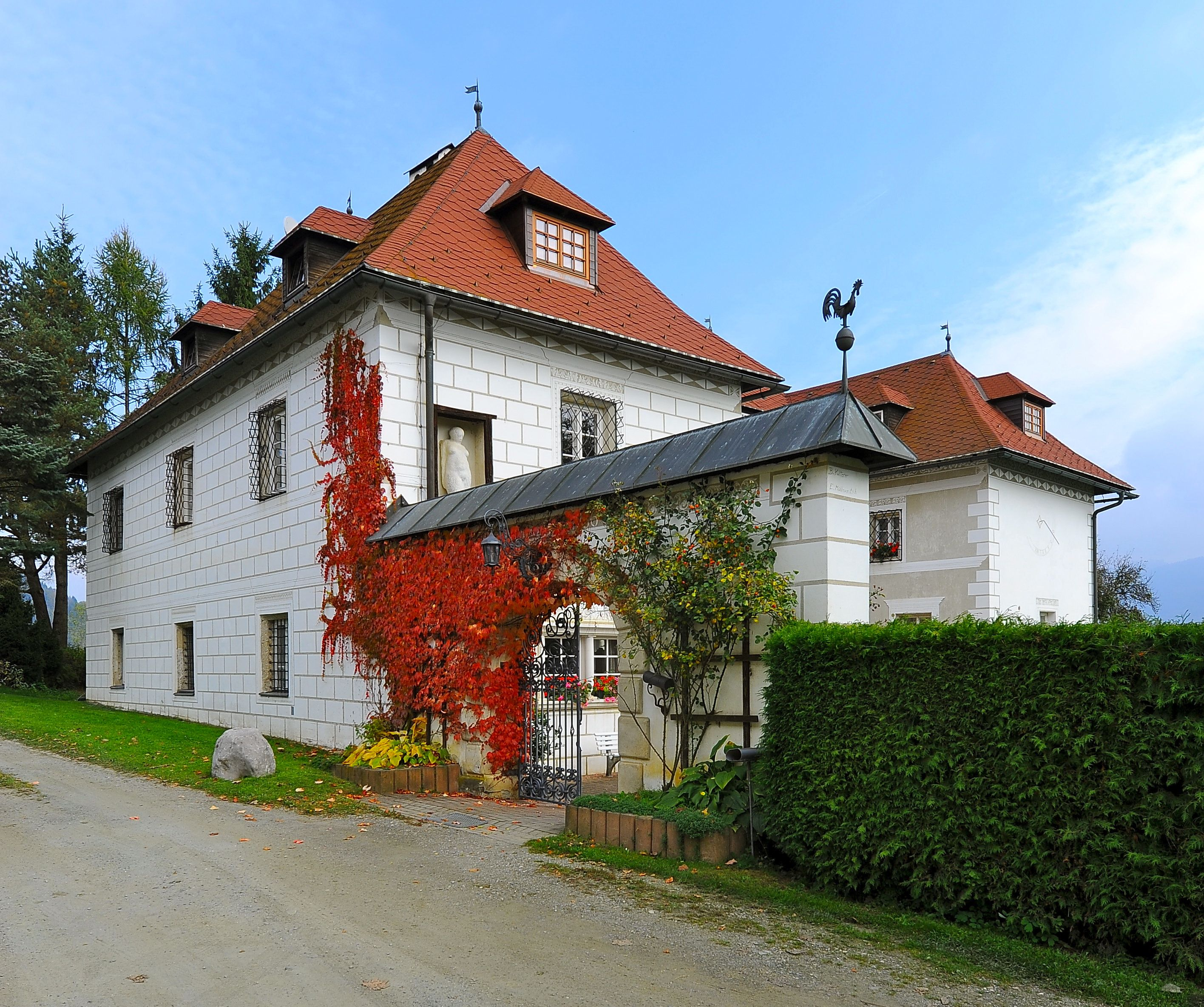
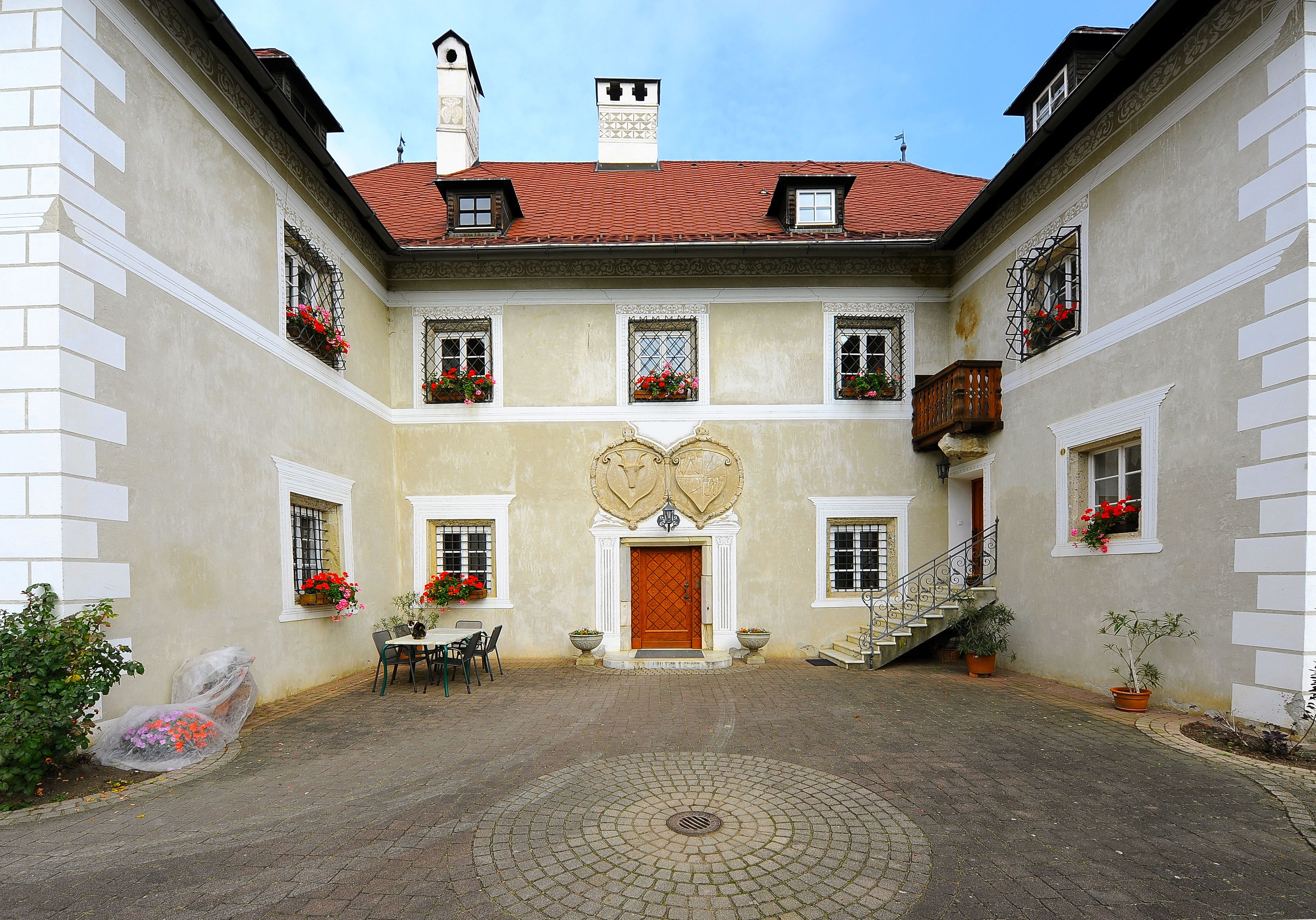
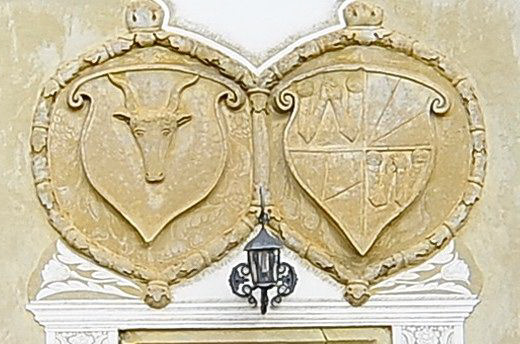

## Bevölkerungsentwicklung
Für die Ortschaft ermittelte man folgende Einwohnerzahlen:
- 1869: 1 Haus, 16 Einwohner[4]
- 1880: 1 Haus, 27 Einwohner[5]
- 1890: 1 Haus, 23 Einwohner[6]
- 1900: 1 Haus, 23 Einwohner[7]
- 1910: 1 Haus, 20 Einwohner[8]
- 1923: 1 Haus, 22 Einwohner[9]
- 1934: 20 Einwohner[10]
- 1961: 1 Haus, 9 Einwohner[11]
- 2001: 3 Gebäude (davon 2 mit Hauptwohnsitz) mit 6 Wohnungen; 13 Einwohner und 0 Nebenwohnsitzfälle; 3 Haushalte; 0 Arbeitsstätten, 2 land- und forstwirtschaftliche Betriebe[12]
- 2011: 3 Gebäude, 5 Einwohner, 3 Haushalte, 0 Arbeitsstätten[13]
- 2021: 3 Gebäude, 5 Einwohner, 3 Haushalte, 1 Arbeitsstätte[14]